# 知的所有権保護合同国際事務局
知的所有権保護合同国際事務局（ちてきしょゆうけんほごごうどうこくさいじむきょく、仏:Bureaux Internationaux Réunis pour la Protection de la Propriété Intellectuelle、BIRPI、（英:United International Bureaux for the Protection of Intellectual Property））は、かつて存在した知的財産権に関する国際機関である。
この組織は1893年に、著作権保護に関する条約であるベルヌ条約と、産業財産権の保護に関する条約であるパリ条約の管理のために設立された。この組織は、1967年、世界知的所有権機関（WIPO）に引き継がれた。

## 歴史
パリ条約により設立された工業所有権に関する事務局と、ベルヌ条約で設立された著作権に関する事務局があり、その両者が、それぞれの管理業務を行っていた。1893年、これらがBIRPIとして統合された。当初事務局は、スイスのベルンにあったが、1960年、BIRPIはジュネーヴに移転した。BIRPIの最後の事務局長はヘオルフ・ボーデンハウゼン（Georg Bodenhausen）であった。